# أندريا بارثا
أندريا بارثا (بالمجرية: Bartha Andrea)‏ هي مصممة أزياء تقليدية مجرية، ولدت في 1961 في بودابست في المجر.